# Jekaterina Georgijewna Ponomarjowa
Jekaterina Georgijewna Ponomarjowa (russisch Екатерина Георгиевна Пономарёва, wiss. Transliteration Ekaterina Georgievna Ponomarëva; * 1887; † ?) ist eine Ehrenbürgerin von Hoyerswerda.

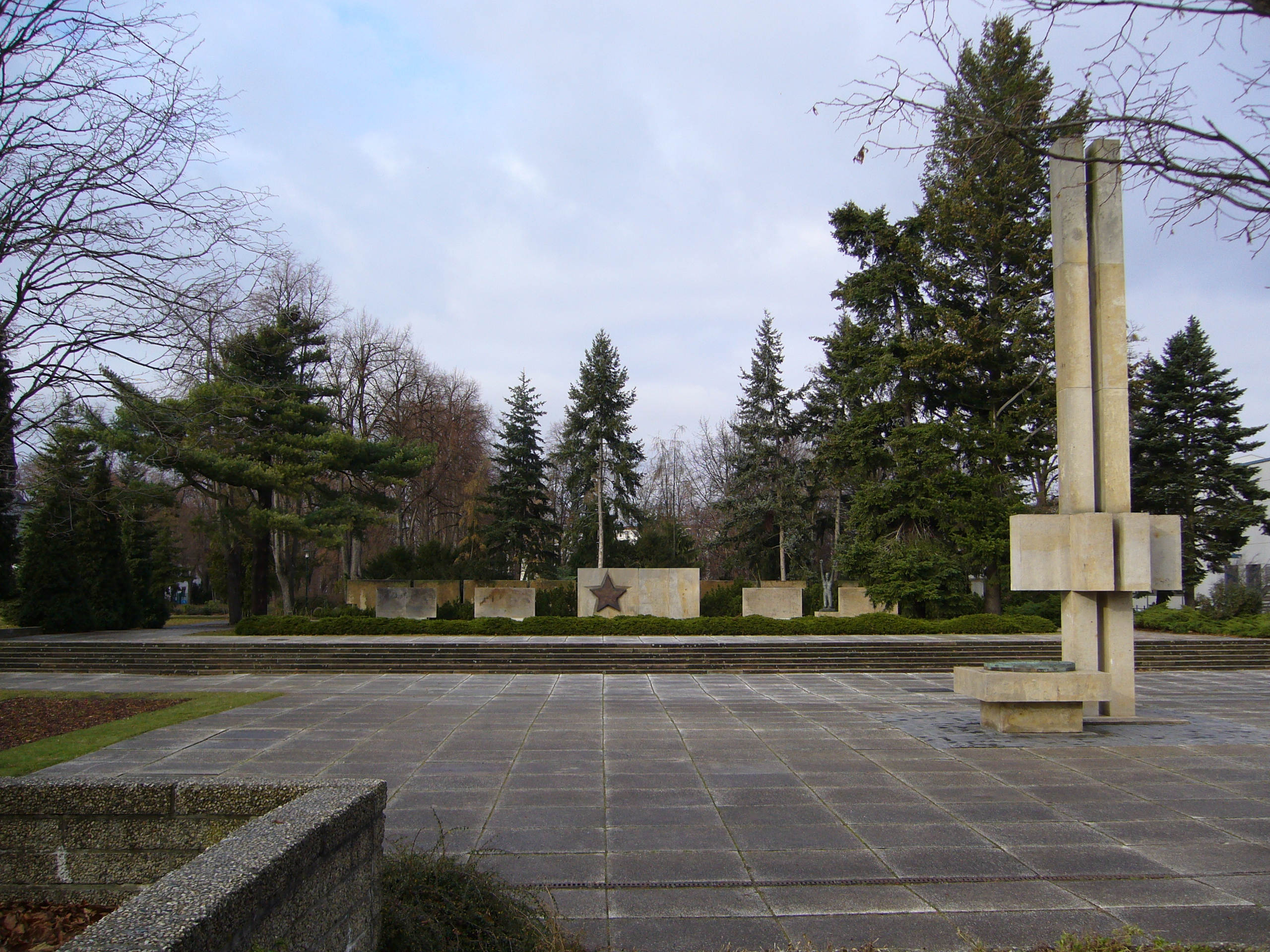
Ehrenhain in Hoyerswerda

Jekaterina Ponomarjowa ist die Mutter des russischen Soldaten Pjotr Iwanowitsch Ponomarjow, der im April 1945 beim Kampf um Hoyerswerda gefallen ist. Sie stammt aus Serow im Ural. Ponomarjowa hatte bereits 1919 ihren Mann während des Russischen Bürgerkrieges verloren. Sie zog ihre beiden Söhne allein groß, verlor aber beide während des Zweiten Weltkriegs. Am 25. April 1973 kam sie im Alter von 86 Jahren auf dem Bahnhof von Hoyerswerda an. Mit einem Zettel in deutscher Sprache in der Hand versuchte sie, das Grab ihres jüngsten Sohnes zu finden. Als sie es im Ehrenhain von Hoyerswerda fand, nahm sie Erde aus der Ruhestätte mit nach Hause. In Anteilnahme am Schicksal von Ponomarjowa verlieh ihr die Stadtverordnetenversammlung bei ihrem zweiten Besuch am 7. Mai 1975 die Ehrenbürgerwürde der Stadt Hoyerswerda.